# Lennart Bengtsson
Pour les articles homonymes, voir Bengtsson.
Lennart Bengtsson, né le 5 juillet 1935 à Trollhättan, est un météorologue et climatologue suédois. Ses principaux objets de recherche sont la sensibilité climatique, les événements météorologiques extrêmes, la variabilité climatique et la prévisibilité climatique, notamment au travers de la modélisation numérique de l'atmosphère dont il est l'un des pionniers.

## Carrière
Bengtsson étudie la météorologie à l'université d'Uppsala, où il est diplômé en 1957 d'une licence en sciences, et en 1959 d'un master. En 1964, il obtient son doctorat (Ph.D.) à l'université de Stockholm.
De 1965 à 1974, Bengtsson est chef de département à l'Institut suédois de météorologie et d'hydrologie (SMHI). Il est ensuite directeur de la recherche au Centre européen de prévisions météorologiques à moyen terme, de 1975 à 1981, puis directeur du centre jusqu'en 1990. Il devient directeur de l'Institut Max-Planck de météorologie, à Hambourg, de 1991 à 2000, tout en étant professeur de météorologie dynamique dans ce même institut. Il est élu membre de l'Académie royale des sciences de Suède en 1993, et il obtient pour ses travaux la médaille Milutin Milankovic, en 1996. Depuis 2001, il est chercheur émérite au Centre des sciences des systèmes environnementaux de l'Université de Reading.
En 2005, il reçoit le prix René Descartes pour la recherche collaborative, en compagnie de Ola M. Johannessen et de Leonid Bobylev du Nansen Environmental and Remote Sensing Center pour leur projet Changement climatique et environnemental dans l'Arctique. En 2006, il est lauréat du 51e prix annuel de l'Organisation météorologique mondiale pour ses recherches d'avant-garde en matière de prévision numérique du temps. En 2009, il est nommé membre honoraire de la Royal Meteorological Society en reconnaissance de ses contributions à la météorologie.

## Rejet d'article dansEnvironmental Research Lettersen 2014
Une première version d'un article analysant les questions de sensibilité et d'incertitudes climatiques telles qu'évoquées dans les quatrième et cinquième rapports d'évaluation du GIEC, et en relation avec un article récent d'Otto et al., est soumis par Bengtsson et ses collègues au journal scientifique Environmental Research Letters en février 2014. L'article est rejeté à la mi-mars après évaluation par les pairs, par deux arbitres affirmant qu'il ne répond pas à l'exigence de « faire progresser de façon significative les connaissances sur le sujet ». À la suite de cela, Bengtsson et ses co-auteurs demandent à la revue de le publier sous une autre forme dans une rubrique dédiée aux articles plus courts et nommée « Perspective », mais début avril, le comité de rédaction de la revue rejette la demande, ajoutant que l'article contient des erreurs et qu'il dépasse la longueur maximale acceptée pour cette rubrique. Le comité suggère alors que les erreurs soient corrigées, et qu'un article complet soit soumis à nouveau, incluant une nouvelle analyse des données. Le journal précise par ailleurs qu'il rejette 65 à 70% des articles soumis.
Dans un article de première page du 16 mai 1994, sous le titre « Des scientifiques dissimulent une vision « dommageable » du climat », le Times déclare que l'article que Bengtsson a soumis à Environmental Research Letters en février a été rejeté pour ce que Bengtsson appele des raisons « militantes ». L'éditeur du journal, l'Institute of Physics, déclare que l'article de Bengtsson « qui fait l'objet de l'article de ce matin en première page du Times, contient des erreurs, et à notre avis n'apporte pas d'avancée significative sur le sujet, et ne peut donc pas être publié dans le journal ». De plus, l'éditeur déclare que « les commentaires tirés des rapports d'évaluation ont été sortis de leur contexte et, par conséquent, dans un souci de transparence, nous avons travaillé avec les évaluateurs pour rendre disponible les rapports complets ». Il déclare également avoir mis en ligne les rapports d'évaluation dès la mi-mars, lorsque l'article a été rejeté. Plus tard dans la journée, Bengtsson publie une déclaration selon laquelle il « ne croit pas qu'il y ait une « dissimulation » systématique des preuves scientifiques sur le changement climatique, ou que le travail des universitaires soit « délibérément supprimé » », comme le suggère la première page du Times. Il ajoute : « Je suis préoccupé par une tendance plus large selon laquelle la science est progressivement influencée par des opinions politiques. »
Peu après cette polémique, Bengtsson rejoint la Global Warming Policy Foundation en tant que membre du conseil d'administration, mais démissionne une semaine plus tard.

## Prix et distinctions
- Prix scientifique européen Körber de la Fondation Körber (1990)[6]
- Médaille Milutin Milankovic de l'Union européenne des géosciences (1996)[7]
- Prix René Descartes de l'Union européenne (2005)[8]
- Prix annuel de l'Organisation météorologique mondiale (2006)[1]
- Médaille Alfred Wegener de l'Union européenne des géosciences (2009)[9]
- Médaille d'argent de la Société européenne de météorologie (2009)[10]